# 5-й отдельный моторизованный инженерный батальон
5-й отдельный моторизованный инженерный батальон  — воинская часть в вооружённых силах СССР во время Великой Отечественной войны.

## История
Сформирован в Московском военном округе в июле-августе 1941 года.
В составе действующей армии с 11 сентября 1941 по 19 октября 1942 года. В середине сентября 1941 года поступил в распоряжение 54-й армии, осуществлял  инженерное обеспечение войск армии в Синявинских операциях сентября-октября 1941 года, в Тихвинских оборонительной и наступательной операциях,  Любанской наступательной операции.
В августе 1942 года передан в 8-ю армию, где ведёт боевые действия в ходе Синявинской операции 1942 года, в сентябре 1942 года обеспечивает ввод в прорыв под Синявино войск 2-й ударной армии
19 октября 1942 года переформирован в 13-й отдельный инженерно-сапёрный батальон.

## Подчинение
| Подчинение по месяцам | Подчинение по месяцам                                      | Подчинение по месяцам | Подчинение по месяцам | Подчинение по месяцам |
| Дата                  | Фронт (округ)                                              | Армия                 | Корпус (группа)       | Примечания            |
| --------------------- | ---------------------------------------------------------- | --------------------- | --------------------- | --------------------- |
| 10 июля 1941 года     | Московский военный округ                                   | -                     | -                     | -                     |
| 1 августа 1941 года   | Московский военный округ                                   | -                     | -                     | -                     |
| 1 сентября 1941 года  | Московский военный округ                                   | -                     | -                     | -                     |
| 1 октября 1941 года   | Ленинградский фронт                                        | 54-я армия            | -                     | -                     |
| 1 ноября 1941 года    | Ленинградский фронт                                        | 54-я армия            | -                     | -                     |
| 1 декабря 1941 года   | Ленинградский фронт                                        | 54-я армия            | -                     | -                     |
| 1 января 1942 года    | Волховский фронт                                           | 54-я армия            | -                     | —                     |
| 1 февраля 1942 года   | Волховский фронт                                           | 54-я армия            | -                     | —                     |
| 1 марта 1942 года     | Волховский фронт                                           | 54-я армия            | -                     | —                     |
| 1 апреля 1942 года    | Волховский фронт                                           | 54-я армия            | -                     | —                     |
| 1 мая 1942 года       | Ленинградский фронт (Группа войск Волховского направления) | 54-я армия            | -                     | —                     |
| 1 июня 1942 года      | Ленинградский фронт (Волховская группа войск)              | 54-я армия            | -                     | —                     |
| 1 июля 1942 года      | Волховский фронт                                           | 54-я армия            | -                     | —                     |
| 1 августа 1942 года   | Волховский фронт                                           | 54-я армия            | -                     | —                     |
| 1 сентября 1942 года  | Волховский фронт                                           | 8-я армия             | -                     | —                     |
| 1 октября 1942 года   | Волховский фронт                                           | 2-я ударная армия     | -                     | —                     |

## Другие инженерно-сапёрные воинские части с тем же номером
- 5-й отдельный сапёрный батальон 33-й армии
- 5-й отдельный сапёрный батальон 50-й армии
- 5-й отдельный сапёрный батальон 2-го стрелкового корпуса
- 5-й  гвардейский отдельный сапёрный батальон 4-й гвардейской воздушно-десантной дивизии
- 5-й гвардейский отдельный сапёрный батальон 6-й гвардейской стрелковой дивизии
- 5-й отдельный инженерный батальон
- 5-й гвардейский отдельный инженерный батальон
- 5-й гвардейский отдельный моторизованный инженерный батальон
- 5-й отдельный инженерно-сапёрный батальон
- 5-й отдельный штурмовой инженерно-сапёрный батальон
- 5-й гвардейский отдельный штурмовой инженерно-сапёрный батальон
- 5-й гвардейский отдельный моторизованный штурмовой инженерно-сапёрный батальон
- 5-й горный минноинженерный батальон
- 5-й гвардейский отдельный батальон минёров
- 5-й отдельный электротехнический батальон
- 5-й отдельный гвардейский электротехнический батальон